# Gustavo Savoia
Gustavo Humberto Savoia Gallo (Reconquista, 21 agosto 1981) è un ex calciatore argentino, di ruolo attaccante.